# Primer mundo
El concepto de primer mundo era originalmente uno de los «tres mundos» formados por el panorama político global de la Guerra Fría, ya que agrupaba a los países alineados con el bloque occidental de Estados Unidos. Esta agrupación se oponía directamente al segundo mundo, que agrupaba de forma similar a los países alineados con el bloque del este de la Unión Soviética. Sin embargo, al finalizar la Guerra Fría con la disolución de la Unión Soviética en 1991, la definición cambió en gran medida para referirse a cualquier país que presuma de un sistema democrático que funcione bien con pocas perspectivas de riesgo político, además de un sólido Estado de derecho, una economía liberal con estabilidad económica y un alto nivel de vida. El PIB, el PNB, la tasa de alfabetización, la esperanza de vida y el índice de desarrollo humano de un país son algunas de las formas en que se evalúan estos parámetros. En el uso coloquial, «primer mundo» suele referirse a «las naciones industrializadas altamente desarrolladas, a menudo consideradas los países occidentalizados del mundo».

## Historia
Tras la Segunda Guerra Mundial, el mundo se dividió en dos grandes bloques geopolíticos, separándose en esferas de comunismo y capitalismo. Esto condujo a la Guerra Fría, durante la cual se utilizó a menudo el término primer mundo por su relevancia política, social y económica. El término en sí fue introducido por primera vez a finales de la década de 1940 por las Naciones Unidas. Hoy en día, los términos están ligeramente desfasados y no tienen una definición oficial. Sin embargo, generalmente se considera que el «primer mundo» son los países capitalistas, industriales, ricos y desarrollados. Esta definición incluye a los países de América del Norte y Europa Occidental, Japón, Corea del Sur y Australia. En la sociedad contemporánea, el primer mundo se considera como los países que tienen las economías más avanzadas, la mayor influencia, los niveles de vida más altos y la mayor tecnología. Tras la Guerra Fría, estos países del primer mundo incluían a los Estados miembros de la OTAN, los estados alineados con los Estados Unidos, los países neutrales que estaban desarrollados e industrializados y las antiguas colonias británicas que se consideraban desarrolladas.
Según Nations Online, los países miembros de la OTAN durante la Guerra Fría incluían:
- Alemania, Bélgica, Canadá, Dinamarca, España, Estados Unidos, Francia, Grecia, Islandia, Italia, Luxemburgo, Noruega, Países Bajos, Portugal, Reino Unido y Turquía.

Entre los Estados alineados con Estados Unidos figuraban:
- Israel, Japón y Corea del Sur.

Las antiguas colonias británicas incluían a:
- Australia y Nueva Zelanda.

Los países capitalistas neutrales y más o menos industrializados incluían a:
- Austria, Irlanda, Suecia y Suiza.

### Definición actual

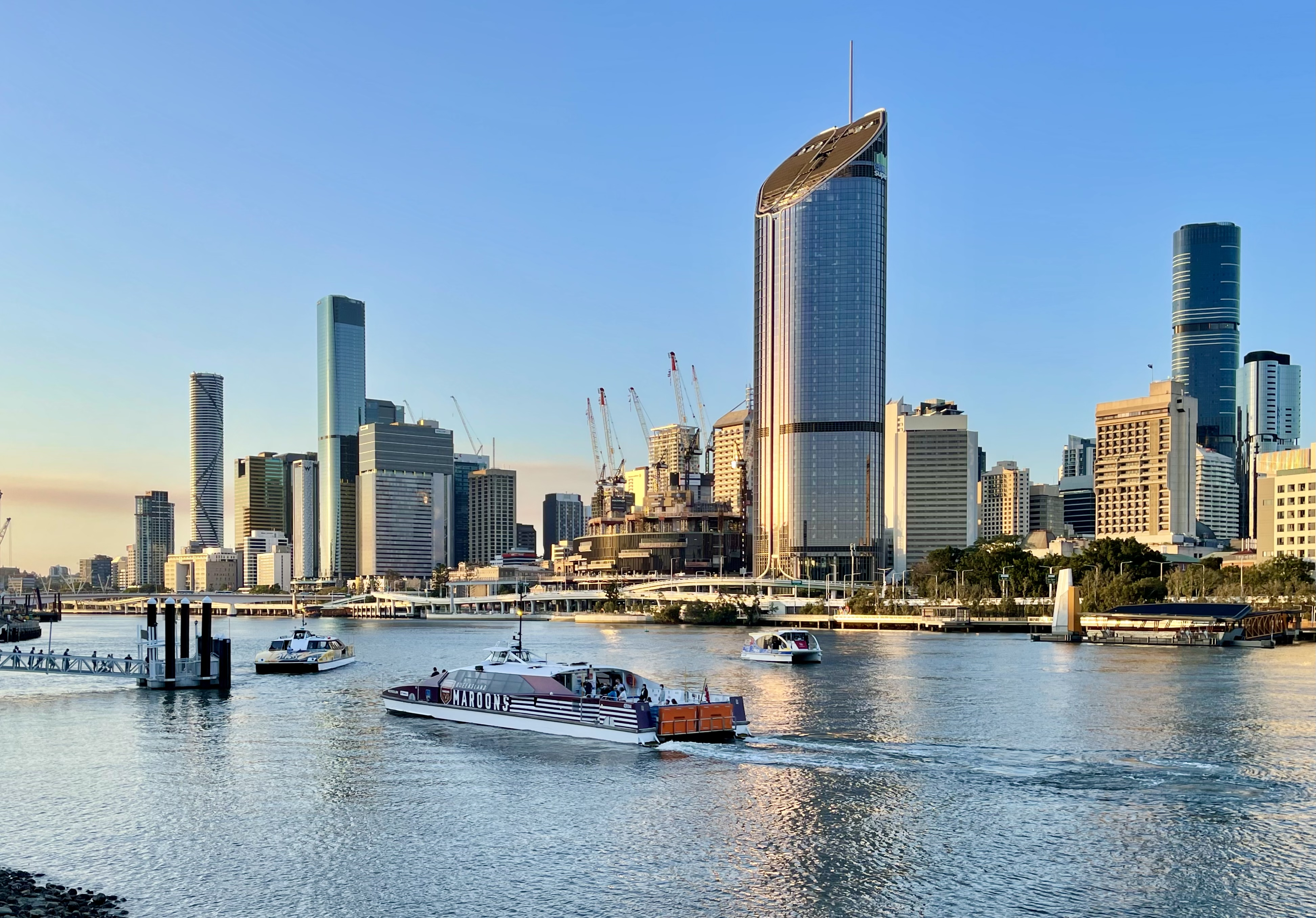
Vista de la ciudad de Brisbane, Australia. Actualmente, el término «primer mundo» se ha transformado desde su definición original para definir al selecto grupo de países más desarrollados del mundo.

Desde el final de la Guerra Fría, la definición original del término «primer mundo» ya no es necesariamente aplicable. Existen diversas definiciones del primer mundo; sin embargo, siguen la misma idea. John D. Daniels, expresidente de la Academia de Negocios Internacionales, define el primer mundo como «los países industriales de renta alta». El académico y profesor George J. Bryjak define el primer mundo como los «países modernos, industriales y capitalistas de Norteamérica y Europa». L. Robert Kohls, antiguo director de formación de la Agencia de Información de Estados Unidos y del Meridian International Center de Washington D. C., utiliza primer mundo y «plenamente desarrollado» como sinónimos.

### Otros indicadores
Las distintas definiciones del término primer mundo y la incertidumbre del término en el mundo actual dan lugar a diferentes indicadores de la situación del primer mundo. En 1945, las Naciones Unidas utilizaron los términos primer, segundo, tercer y cuarto mundo para definir la riqueza relativa de las naciones (aunque el uso popular del término cuarto mundo no se produjo hasta más tarde). En la definición hay algunas referencias a la cultura. Se definieron en términos de producto nacional bruto (PNB), medido en dólares estadounidenses, junto con otros factores sociopolíticos. El primer mundo incluía las grandes naciones industrializadas y democráticas (elecciones libres, etc.). El segundo mundo incluía naciones modernas, ricas e industrializadas, pero todas estaban bajo control comunista. La mayor parte del resto del mundo se consideraba parte del tercer mundo, mientras que el cuarto mundo se consideraba a aquellas naciones cuyos habitantes vivían con menos de 100 dólares anuales. Si utilizamos el término para referirnos a las economías industrializadas de renta alta, entonces el Banco Mundial clasifica a los países según su RNB o renta nacional bruta per cápita. El Banco Mundial separa los países en cuatro categorías: economías de renta alta, de renta media-alta, de renta media-baja y de renta baja. Se considera primer mundo a los países con economías de renta alta. Por economías de renta alta se entienden los países desarrollados e industrializados.